# Giacomo Porrazzini
Giacomo Porrazzini (Terni, 28 gennaio 1941) è un politico italiano, esponente del Partito Comunista Italiano e del Partito Democratico della Sinistra e già parlamentare europeo.
È stato eletto deputato europeo alle elezioni del 1989 per la lista del PCI. È stato presidente della Delegazione per le relazioni con la Svizzera, membro della Commissione per l'energia, la ricerca e la tecnologia, della Commissione per i trasporti e il turismo, della Delegazione per le relazioni con l'Australia e la Nuova Zelanda. È stato Sindaco di Terni e presidente dell'ASM (Azienda Servizi Municipalizzati).